# (9985) Akiko
Pour les articles homonymes, voir Akiko (homonymie).
(9985) Akiko est un astéroïde de la ceinture principale.

## Description
(9985) Akiko est un astéroïde de la ceinture principale. Il fut découvert le 12 mai 1996 à Yatsuka (en) par Robert H. McNaught et Hiroshi Abe. Il présente une orbite caractérisée par un demi-grand axe de 2,30 UA, une excentricité de 0,14 et une inclinaison de 5,4° par rapport à l'écliptique.

## Compléments